# Trematooecia ligulata
Trematooecia ligulata is een mosdiertjessoort uit de familie van de Colatooeciidae. De wetenschappelijke naam van de soort is voor het eerst geldig gepubliceerd in 2008 door Ayari & Taylor.